# Comuna Pufești, Vrancea
Pufești este o comună în județul Vrancea, Moldova, România, formată din satele Ciorani, Domnești-Sat, Domnești-Târg și Pufești (reședința).

## Așezare
Comuna se află în partea de nord-est a județului, pe malul drept al Siretului, la vărsarea Trotușului și Carecnei în acesta. Este traversată de șoseaua națională DN2, care leagă Focșaniul de Bacău. La Pufești, din acest drum se ramifică șoseaua județeană DJ205H, care o leagă spre vest de Păunești, Movilița și Panciu. Lângă Domnești-Târg, tot din DN2 se ramifică șoseaua județeană DJ119C, care duce spre vest și nord la Ruginești și mai departe în județul Bacău la Urechești (unde se termină în DN11A).
Prin comună trece și calea ferată Mărășești–Adjud, pe care este deservită de stațiile Pufești și Domnești-Târg.

## Demografie
Componența etnică a comunei Pufești
     Români (91,28%)
     Alte etnii (8,72%)
Componența confesională a comunei Pufești
     Ortodocși (88,4%)
     Penticostali (2,8%)
     Alte religii (0,31%)
     Necunoscută (8,48%)
Conform recensământului efectuat în 2021, populația comunei Pufești se ridică la 4.174 de locuitori, în creștere față de recensământul anterior din 2011, când fuseseră înregistrați 3.646 de locuitori. Majoritatea locuitorilor sunt români (91,28%). Din punct de vedere confesional, majoritatea locuitorilor sunt ortodocși (88,4%), cu o minoritate de penticostali (2,8%), iar pentru 8,48% nu se cunoaște apartenența confesională.

## Politică și administrație
Comuna Pufești este administrată de un primar și un consiliu local compus din 13 consilieri. Primarul, Nicolae Damian[*], de la Partidul Social Democrat, este în funcție din octombrie 2020. Începând cu alegerile locale din 2024, consiliul local are următoarea componență pe partide politice:
|  | Partid                          | Consilieri | Componența Consiliului | Componența Consiliului | Componența Consiliului | Componența Consiliului | Componența Consiliului |
|  | ------------------------------- | ---------- | ---------------------- | ---------------------- | ---------------------- | ---------------------- | ---------------------- |
|  | Alianța pentru Unirea Românilor | 5          |                        |                        |                        |                        |                        |
|  | Partidul Social Democrat        | 5          |                        |                        |                        |                        |                        |
|  | Alianța Dreapta Unită           | 2          |                        |                        |                        |                        |                        |
|  | Partidul Național Liberal       | 1          |                        |                        |                        |                        |                        |

## Istorie
La sfârșitul secolului al XIX-lea, comuna făcea parte din ocolul Răcăciuni a ținutului Putna și avea în compunere satele Pufești și Ciorani, cu o populație de 1398 de locuitori. În comună funcționau două biserici și o școală mixtă cu 21 de elevi. La acea vreme, pe teritoriul actual al comunei funcționa în ocolul Șușița a aceluiași ținut și comuna Domnești, formată din satul Domnești și târgul Domnești, cu o populație de 982 de locuitori. În comuna Domnești existau două biserici și o școală mixtă cu 32 de elevi (dintre care 6 fete).
Anuarul Socec din 1925 consemnează cele două comune în plasa Caregna a aceluiași județ; comuna Pufești avea 1740 de locuitori în aceleași două sate, iar comuna Domnești, 967, în satele Domnești și Târgu Domnești.
În septembrie 1950, cele două comune au fost arondate raionului Adjud din regiunea Putna, apoi, după 1952, după desființarea regiunii Putna,  din regiunea Bârlad și (după 1956) din regiunea Bacău. În timp, comuna Domnești s-a desființat, satele ei fiind incluse în comuna Pufești, care în februarie 1968 a trecut la județul Vrancea.

## Monumente istorice
- Biserica „Adormirea Maicii Domnului”, aflată în satul Domnești-Sat, monument istoric de interes național. Clasificată ca monument de arhitectură, biserica a fost construită în anii 1661–1667 de domnitorul Eustatie Dabija.[14]
- situri arheologice —cel de la „Cetățuie”, de pe malul Siretului, lângă Domnești-Târg, cuprinde o așezare din eneolitic aparținând culturii Cucuteni faza A; iar celălalt, aflat în punctul „la Brazi”, tot lângă Domnești-Târg, a fost atribuită aceleiași culturi arheologice.
- Monumentul eroilor din Primul Război Mondial, aflat lângă biserica domnească din Domnești, ridicat în 1928, este clasificat ca monument memorial sau funerar.

## Personalități
- Neculai Constantin Munteanu (n. 1941), jurnalist, disident anticomunist;
- Gheorghe Nicolau (1886 - 1950), om de știință, inginer, membru titular al Academiei Române;
- Naarghita (n. 1939 - d. 2013), căntăreață de muzică indiană.